# Vincent Kesteloot
Vincent Kesteloot (Anversa, 23 marzo 1995) è un cestista belga.

## Palmarès
- Campionato belga: 3

Ostenda: 2016-17, 2017-18, 2018-19
- Coppa del Belgio: 3

Ostenda: 2017, 2018
Anversa Giants: 2020
- Supercoppa del Belgio: 1

Ostenda: 2017, 2018